# Сент Етјен
Сент Етјен (фр. Saint-Étienne — Свети Стефан) је град у централној Француској, југозападно од Лиона. То је главни град департмана Лоара. Налази се у планинској области Централни масив. По подацима из 2006. године број становника у месту је био 177.480. Становници града се називају Стефаноа.
Ово место се први пут помиње 1258. године. Град је познат кроз историју као центар за прераду метала.

## Географија

### Клима
| Клима (Сент Етјен)          | Клима (Сент Етјен) | Клима (Сент Етјен) | Клима (Сент Етјен) | Клима (Сент Етјен) | Клима (Сент Етјен) | Клима (Сент Етјен) | Клима (Сент Етјен) | Клима (Сент Етјен) | Клима (Сент Етјен) | Клима (Сент Етјен) | Клима (Сент Етјен) | Клима (Сент Етјен) | Клима (Сент Етјен) |
| Показатељ \ Месец           | .Јан.              | .Феб.              | .Мар.              | .Апр.              | .Мај.              | .Јун.              | .Јул.              | .Авг.              | .Сеп.              | .Окт.              | .Нов.              | .Дец.              | .Год.              |
| --------------------------- | ------------------ | ------------------ | ------------------ | ------------------ | ------------------ | ------------------ | ------------------ | ------------------ | ------------------ | ------------------ | ------------------ | ------------------ | ------------------ |
| Апсолутни максимум, °C (°F) | 18,6 (65,5)        | 23,2 (73,8)        | 26,4 (79,5)        | 28,8 (83,8)        | 32,6 (90,7)        | 37,8 (100)         | 40,8 (105,4)       | 39,3 (102,7)       | 36 (97)            | 29,2 (84,6)        | 25,2 (77,4)        | 20,2 (68,4)        | 40,8 (105,4)       |
| Средњи максимум, °C (°F)    | 6,8 (44,2)         | 8,4 (47,1)         | 12,4 (54,3)        | 15,3 (59,5)        | 19,8 (67,6)        | 23,6 (74,5)        | 26,7 (80,1)        | 26,3 (79,3)        | 22 (72)            | 17,1 (62,8)        | 10,8 (51,4)        | 7,4 (45,3)         | 16,4 (61,5)        |
| Просек, °C (°F)             | 3,2 (37,8)         | 4,2 (39,6)         | 7,4 (45,3)         | 10 (50)            | 14,3 (57,7)        | 17,8 (64)          | 20,4 (68,7)        | 20 (68)            | 16,3 (61,3)        | 13,5 (56,3)        | 7 (45)             | 4 (39)             | 11,5 (52,7)        |
| Средњи минимум, °C (°F)     | −0,4 (31,3)        | 0,1 (32,2)         | 2,4 (36,3)         | 4,6 (40,3)         | 8,8 (47,8)         | 12 (54)            | 14,2 (57,6)        | 13,8 (56,8)        | 10,7 (51,3)        | 8 (46)             | 3,3 (37,9)         | 0,7 (33,3)         | 6,6 (43,9)         |
| Апсолутни минимум, °C (°F)  | −25,6 (−14,1)      | −22,5 (−8,5)       | −13,9 (7)          | −7 (19)            | −3,9 (25)          | −0,6 (30,9)        | 2,9 (37,2)         | 1,1 (34)           | −2,6 (27,3)        | −6,2 (20,8)        | −10,6 (12,9)       | −18,6 (−1,5)       | −25,6 (−14,1)      |
| Количина падавина, mm (in)  | 36,6 (14,41)       | 28,2 (11,1)        | 36,7 (14,45)       | 61,3 (24,13)       | 91,6 (36,06)       | 78,3 (30,83)       | 64 (25,2)          | 70,4 (27,72)       | 75,7 (29,8)        | 71,8 (28,27)       | 63,1 (24,84)       | 40,5 (15,94)       | 718,2 (282,76)     |
| [ тражи се извор ]          |                    |                    |                    |                    |                    |                    |                    |                    |                    |                    |                    |                    |                    |

## Демографија
| 1962.   | 1968.   | 1975.   | 1982.   | 1990.   | 1999.   | 2006.   | 2011.   |
| ------- | ------- | ------- | ------- | ------- | ------- | ------- | ------- |
| 210.311 | 223.223 | 220.181 | 204.955 | 199.396 | 175.127 | 177.480 | 170.049 |

## Партнерски градови
- Ковентри
- Вупертал
- Луганск
- Ферара
- Гранби
- Виндзор
- Гелтендорф
- Тоамасина
- Назарет Илит
- Де Мојн
- Анаба
- Ben Arous
- Катовице
- Кавала
- Патра
- Варшава
- Сјуџоу
- Бобо-Дјуласо
- Таргу Њамц
- Oeiras
- Монастир
- Фес